# Айккело
Айккело (нем. Eickeloh) — община в Германии, в земле Нижняя Саксония.
Входит в состав района Зольтау-Фаллингбостель. Подчиняется управлению Альден. Население составляет 795 человек (на 31 декабря 2010 года). Занимает площадь 13,20 км².